# Phytholaema mutabilis
Phytholaema mutabilis is een keversoort uit de familie bladsprietkevers (Scarabaeidae). De wetenschappelijke naam van de soort is voor het eerst geldig gepubliceerd in 1851 door Solier als Areoda mutabilis.